# George Finn
George Finn, seudónimo artístico de George Agiashvili, es un actor georgiano-estadounidense, más conocido por sus papeles como Chad en LOL: Laughing Out Loud, Wyatt en Just Before I Go y Jasper en Time Lapse.

## Vida personal
George Finn nació con el nombre de Giorgi Agiashvili, en Tbilisi, Georgia, dentro de una familia de escritores y cineastas. Cuando tenía dos años de edad su familia se trasladó a la ciudad de Atlanta, Georgia, donde vieron la oportunidad de ser más exitosos en la industria cinematográfica. Cuando era niño, Finn no estaba particularmente interesado en la industria. Sin embargo, el cine era el foco principal de la familia, y Finn pronto comenzó a desarrollar el deseo de ser parte de la industria. Hollywood ofreció a la familia otra oportunidad de tener éxito, por lo que se mudaron a California con la esperanza de lograr su sueño. A los doce años de edad, Finn se firmó con una agencia y filmó su primer comercial con Volkswagen .

## Carrera
Finn hizo su primera aparición en el cine con un papel recurrente como Julian, en Unfabulous desde 2004 hasta 2007. Ha tenido posteriormente muchos papeles como estrella invitada desde entonces, apareciendo en Lincoln Heights, 90210, How I met your mother, Cold Case y The Mentalist.
Finn ha tenido papeles principales en varias películas dirigidas por su hermano, Nick Agiashvili, incluyendo The Harsh Life of Veronica Lambert, Green Story y Tbilisi, I Love You.
En 2012, actuó como Chad en LOL: Laughing Out Loud. En 2014 interpretó a Jasper, el papel principal en Time Lapse. Finn está por comenzar dos grabaciones más de Agiasvili's Films, The Tunnel King y The Short Happy Life of Butch Livingston, que se estrenarán en 2016.

## Filmografía

### Cine
| Año  | Título                                   | Papel            | Notas         |
| ---- | ---------------------------------------- | ---------------- | ------------- |
| 2009 | The Harsh Life of Veronica Lambert       | Luke             |               |
| 2012 | A Green Story                            | Younger Van      |               |
| 2012 | LOL: Laughing Out Loud                   | Chad             |               |
| 2013 | Love's Routine                           | Ben              | Corto         |
| 2014 | Just Before I Go                         | Wyatt            |               |
| 2014 | Time Lapse                               | Jasper           |               |
| 2014 | Tbilisi, I Love You                      | Sandro           |               |
| 2016 | The Short Happy Life of Butch Livingston | Butch Livingston | Preproducción |

### Televisión
| Año     | Título                | Papel        | Notas                  |
| ------- | --------------------- | ------------ | ---------------------- |
| 2004–07 | Unfabulous            | Julian       | 3 episodios            |
| 2009    | Paparazzi             | Forense 1    | Corto para televisión  |
| 2009    | Lincoln Heights       | Derek        | Episodio: "Home Again" |
| 2009    | 90210                 | Michael      | 3 episodios            |
| 2009–10 | How I Met Your Mother | Jamie Ademic | 2 episodios            |
| 2010    | Cold Case             | Barry Jensen | 2 episodios            |
| 2014    | The Mentalist         | Wes Baxter   | Episodio: "Blue Bird"  |

### Web
| Año  | Título       | Papel       | Notas                 |
| ---- | ------------ | ----------- | --------------------- |
| 2009 | Sex Ed       | Billy Henry |                       |
| 2009 | Rockville CA | Adam        | Episodio: "Shoegazed" |